# Banegårdsgade (Aarhus)
 Der er flere lokaliteter med dette navn, se Banegårdsgade.
Banegårdsgade i Aarhus er en central gade der strækker sig fra Frederiks Allé til Banegårdspladsen. Gaden har tæt tilknytning til jernbanens oprettelse og indvielse den 2. september 1862, og opførelsen af den dengang nye hovedbanegård.
Banegårdsgade blev anlagt i slutningen af 1800-tallet som en forlængelse af Fredensgade, der blev anlagt omkring 1850. Den hed først Stationsvej. Først i 1874 fik ”Vejen fra Frederiks Allé til sammenstødet med Fredensgade” sit officielle navn Banegaardsvej. I 1898 søgte beboerne på Banegaardsvej om, at træerne i gaden måtte blive fjernet. Men byrådet ville kun tillade at træerne i gadens ene side kunne fjernes, mens ”de Træer ved den Have, der støder op til Kirkegaarden, skal blive staaende”.
I 1899 tog vejen, efter nogen polemik, navneforandring til Banegaardsgade. Først i 1920'erne fik området omkring banegården navnet Banegårdspladsen. Gaden gik oprindeligt stejl ned mod den centrale plads. I forbindelse med opførelsen af den nuværende tredje banegård i slutningen af 1920'erne, blev området fyldt op, så det blev hævet med hvad der svarer til én etage. Den stejle Banegårdsgade fik herefter et mere jævnt fald mod Banegårdspladsen.
En sidegade til Banegårdsgade er Orla Lehmanns Allé, der blev anlagt i 1870'erne. 

## Ny Banegårdsgade
I 1930'erne valgte man at dele gaden op, således at gaden øst for Banegårdspladsen kom til at hedde Ny Banegårdsgade, mens delen vest for pladsen vedblev at hedde Banegårdsgade. Husnumrene blev tilsvarende ændret.

## Kendte mennesker fra Banegårdsgade
- Hans Hartvig Seedorff - dansk vise forfatter og digter (1892)-(1986)